# Noordzeevisserij

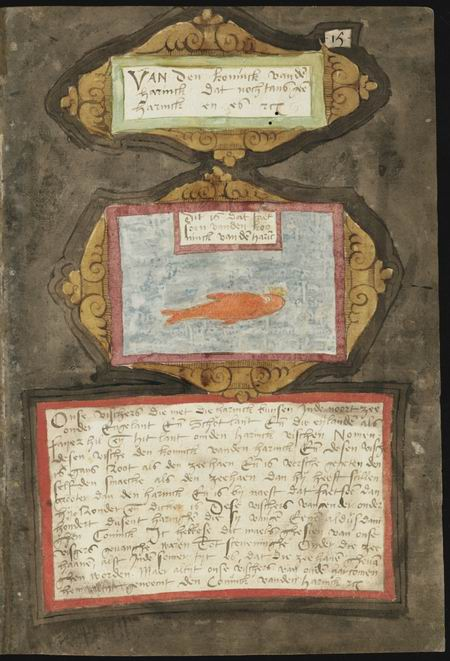
Coenen beschreef en tekende de legendarische 'Haringkoning'.

Noordzeevisserij is het op commerciële wijze bedrijven van de vangst van vis op de Noordzee. Het betreft vooral platvis als schol, schar, tong en tarbot en rondvis als haring, kabeljauw, makreel, schelvis, koolvis en poon.
In het verleden was de vangst van haring veruit het belangrijkste. Het 'oogsten' van vis uit de Noordzee is in de 16e eeuw voor het eerst uitgebreid gedocumenteerd door Adriaen Coenen in zijn Visboeck.

## De vleetvisserij op haring in de Noordzee
De visserij op haring met de vleet op de Noordzee werd van oudsher door Holland, door Zeeland maar ook door Vlaanderen intensief bedreven. De export van het uiteindelijke product pekelharing was daarvoor zowel omvangrijk als belangrijk. Wat betreft het Hollandse Zuiderkwartier waren met name Maassluis, Vlaardingen, Delfshaven en Rotterdam prominente vissersplaatsen, in het Noorderkwartier gold dit voor plaatsen als Enkhuizen en Hoorn, zij het dat die stadjes vooral actief waren op de Zuiderzee, en het tegenwoordig nauwelijks meer bekende dorp De Rijp, waar ze hoofdzakelijk op walvisvaart gingen. Dit alles vond plaats onder gebruikmaking van vissersvaartuigen die buis werd genoemd. Deze werd opgevolgd door zogeheten hoekerbuizen en vervolgens door sloepen.
Voorts ging het om een reeks in zee uit te zetten staande netten, vleet genaamd. Kort toegelicht werd zo'n reeks van netten, zie voorbeeld onder, door het vissersschip, rustig achteruit varend, in zee gezet. Hierdoor ontstond er als het ware een in zee staande muur of wand. Vanaf het moment van zijn in zee gezette vleet, het zogenaamde 'schieten' ervan, bleef het schip, dat als het ware was verankerd aan zijn uitstaande vleet, een aantal uren stil in zee 'steken'. De haringen, zwemmend in scholen, zwommen zich vast in de netten; door hun kieuwen werden ze ervan weerhouden vanuit de mazen weer los te komen. Na een bepaalde tijd of na een aantal uur werd de vleet ingepalmd en de haring op het dek uit de netten geslagen.

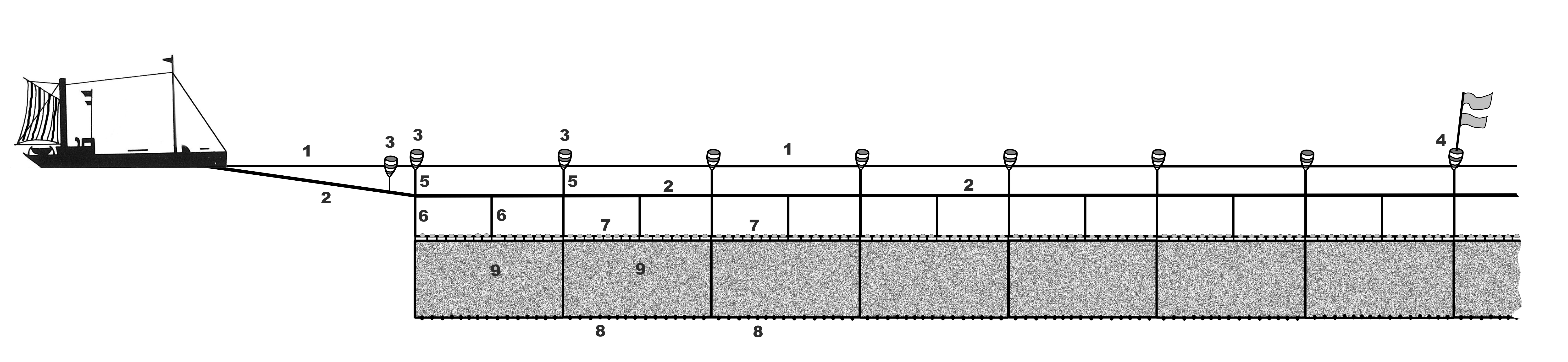
Hollandse vleet
1: Water
2: Reep
3: Breels, later vervangen door 'blazen'
4: Joon
5: Breeltouw, 6m
6: Seizing, 8m
7: Speerreep met kurken vloten en stalen
8: Zinkmateriaal, lood, onder de netten
9: Netten, elk 15×30m (In zee hangend waren de afmetingen geringer)

## Adriaen Coenen en de Noordzeevisserij

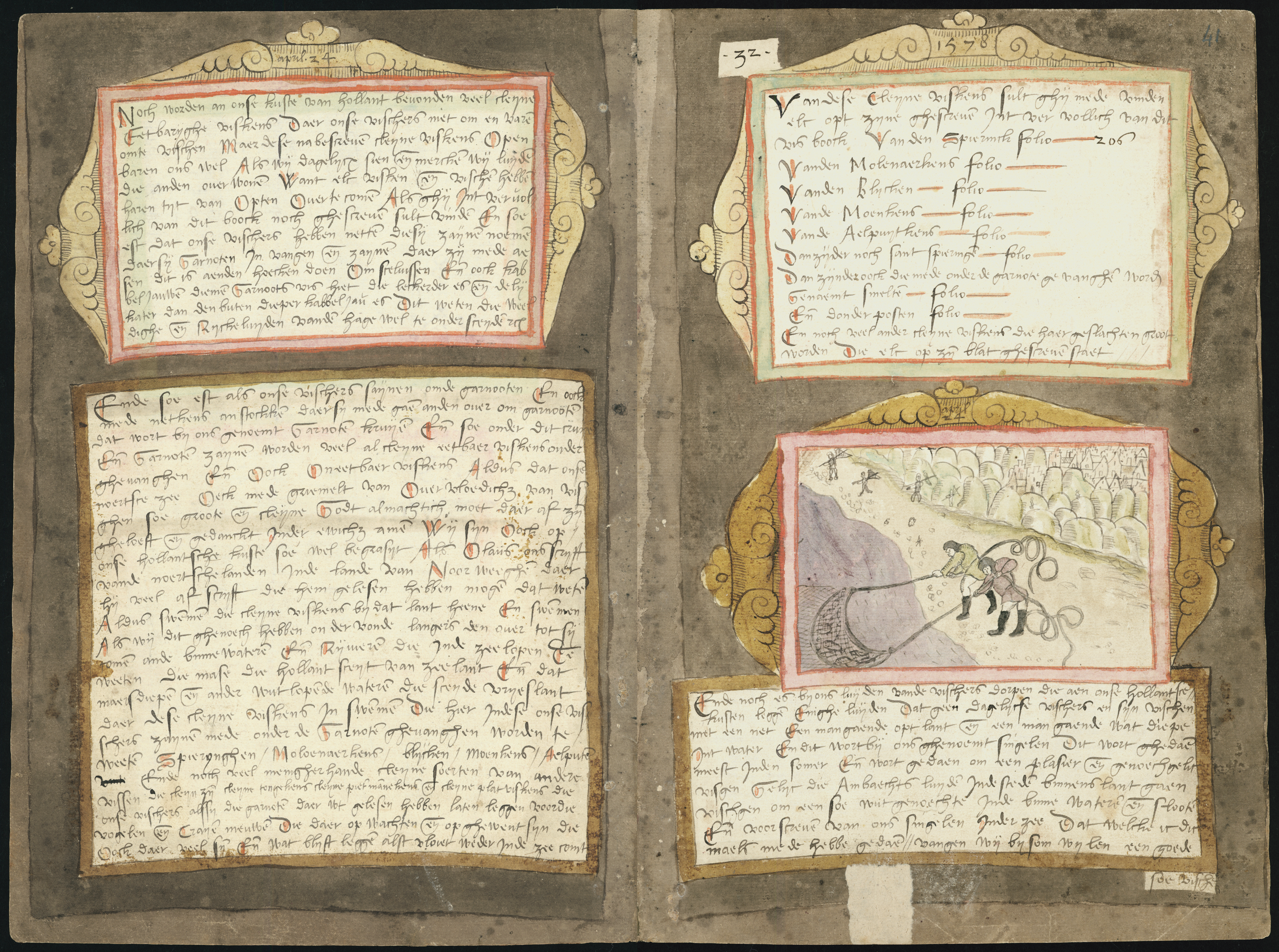
Rechts, midden: tweetal mannen dat, zelf staand op het strand, een visnet – waaraan beiderzijds een lijn – vanuit de zee inpalmt. Dit singelen is mogelijk een der eerste vormen van Noordzeevisserij.

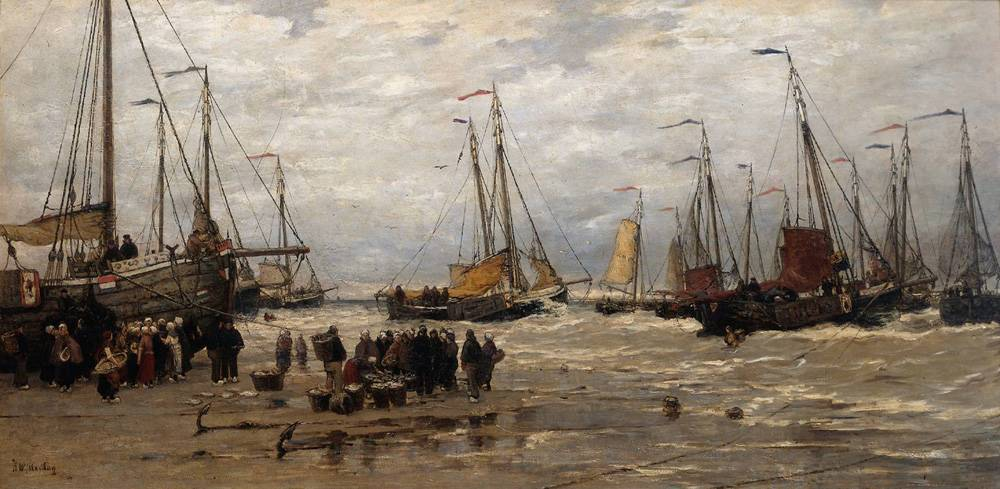
Pinken in de branding, geschilderd door Mesdag

Een van de betrouwbaarste bronnen inzake de vroege Noordzeevisserij – daarbij valt te denken aan het derde kwart van de 16e eeuw – is het Visboeck van de Scheveninger Adriaen Coenen (1514-1587). Er was in zijn tijd sprake van een vrij hoog aantal vissersdorpen langs de Noordzeekust, toen de Zijde genaamd. Hoe en wanneer de zeevisserij langs de Noordzeekust – en dit dan voorafgaand aan de jaren van Coenen – zich heeft ontwikkeld blijft diffuus.
De vishandelaar en -afslager Coenen schreef niet slechts de tekst van het Visboeck maar voorzag dit bovendien van kleurrijke illustraties. Een daarvan toont een tweetal mannen dat, zelf staand op het strand, een visnet – waaraan beiderzijds een lijn – vanuit de zee inpalmt. Coenen geeft aan dat het hier ging om singelen, mogelijk een der eerste vormen van Noordzeevisserij. De vissers bleven op het droge. Op een andere, dubbele illustratie van Coenen ziet men in de Noordzee vissende schepen en scheepjes. Het belangrijkste is dat de soorten toegepaste visserijen herkenbaar zijn weergegeven. De buizen waarmee door de haringsteden op haring werd gevist liggen duidelijk zichtbaar 'aan de vleet'. Men treft ook schepen aan waarmee de beugvisserij werd uitgeoefend. Enkele van de toen in gebruik zijnde vaartuigjes van de Zijde, zullen – met hun opvolgende tussenvormen – ten slotte zijn uitgekomen bij de pink en vervolgens bij de bomschuit. van waaraf in zee werd gevist.

## Coenen over zalm en haring

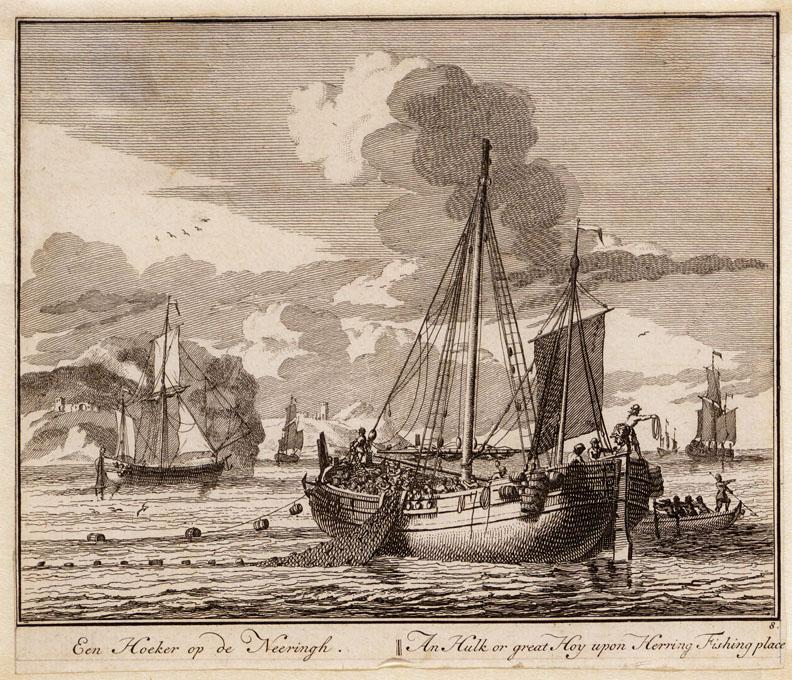
Adolf van der Laan: Een Hoeker op de nering circa 1720

Ín het Visboeck leest men naast over vissen ook over de visserijen daarop. De vissers van de dorpen van de Zijde oefenden op de Noordzee, dicht onder de kust, hoofdzakelijk de sleepnetvisserij uit. Coenen noemt de schol- en scharvisserij en de netten die daarvoor werden gebruikt, maar óók de verkoop van de vis na aanvoer ervan. Hij beschrijft verder de tongvisserij met haar speciale netten evenals de zalmvisserij waarbij Coenen een ruime kanttekening plaatst: alleen vissers/eigenaars die vermogend waren bleken in staat de destijds in de Noordzee voorkomende zalm te kunnen vangen. De vissers moesten voor de vangst van zalm kunnen beschikken over sterkere en dus duurdere netten. Een pas gevangen zalm bleek namelijk in staat een dusdanig krachtige sprong te ontwikkelen dat een minder goed net scheurde waarna de zalm kon ontsnappen. De eerdere aanwezigheid van de zalm in de Noordzee en de visserij daarop is opmerkelijk, aangezien men in latere jaren geen literatuur van belang daarover aantreft.
De aanwezigheid van haring in de Noordzee, de vangsten erop en de verkoop ervan is door Coenen breedvoerig beschreven. De kustvisserij beperkte zich namelijk goeddeels tot plat- en rondvis welke op het strand werd geveild. Haring is daarbij ongenoemd gebleven. Wanneer de haring in een bepaalde periode dicht onder de Hollandse kust zwom zal daarop door 'Zijdelingen' zijn gevist, althans die schijn wordt gewekt, uitgaande van wat literatuur daarover aangeeft. Maar de werkelijke vangsten en de aanvoer van haring waren een monopolie van vissersplaatsen als Maassluis, Rotterdam en Vlaardingen in het Zuiderkwartier naast haringsteden als Enkhuizen en Hoorn in het Noorderkwartier van het toenmalige Holland. Coenen tipt ook de zogenaamde Haringkoning aan. Achtergrond daarvan was een sage die inhield dat, wanneer haringvissers een dergelijke rood- tot oranjekleurige vis tussen hun haring aantroffen, zij zich verzekerd konden zien van een goed haringseizoen.

## De Zijde: schepen afgaand vanaf het strand

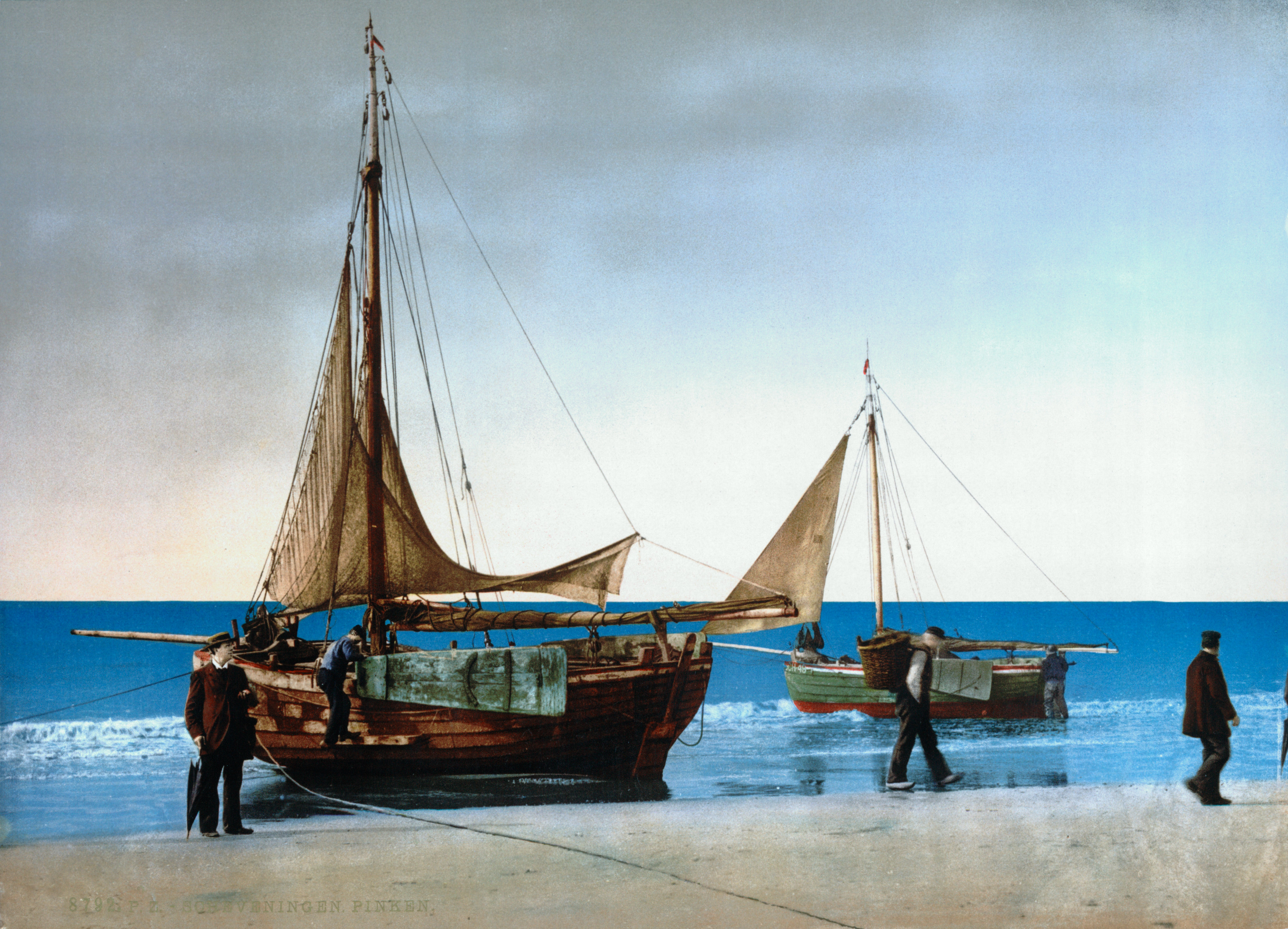
Bomschuiten (kleine vissersschepen) in 1900

De reeds genoemde bomschuit, ook wel bom of schuit genoemd, was de opvolgster van de pink. Zij was vele jaren het bekendste vissersvaartuig dat voor de Noordzeevisserij langs De Zijde, de zandkust van Noord- en Zuid-Holland, in gebruik was. Geen van de kustdorpen beschikte over een zeehaven; daarom hadden de schuiten als het meest kenmerkende een platte bodem. Door die platte onderzijde van het vaartuig kon dit vanaf het strand zee kiezen. Door afwisselend gebruik te maken van de hoogte van de zeespiegel bij eb of bij vloed, kon een schuit landen en/of afvaren, in beide gevallen rekening houdend met het getij. De levensduur van dergelijke vaartuigen was echter door hun wijze van aanlanden niet al te lang. De schepen beoefenden de visserij met sleepnetten en bedreven daarbij de dagvisserij. Een zeehaven, in 1896 te IJmuiden operationeel geworden, tastte het bestaan van de kustdorpen aan. Toen Scheveningen in 1904 zijn haven had verkregen was hun strijd gestreden. De aanwezige visserij bood aan de wal allerlei arbeid aan neringdoenden. De werfjes bouwden en repareerden de platboomde schuiten. Zeilmakers waren benodigd om de bezeilde schuiten te voorzien van hun zeilen en het herstellen daarvan. Het breien van netten ontstond uit het opzetten van lijnbanen van de touwslagerijen. Voorts waren daar de leveranciers voor de mondkost van de vissers en de herbergiers voor het aan te leveren bier aangezien destijds het water ondrinkbaar was. De aangevoerde vis deed drogerijen ontstaan voor de te drogen schollen en scharren.
Ook de aanwezigheid van viskopers in de kustdorpen bracht bedrijvigheid met zich mee. Die moesten de aangevoerde vis, geveild bij afslag, op het strand kopen. Doordat de afslag van vis over ten minste twee dagdelen was verdeeld waren de viskopers gedwongen 's ochtends na de afslag in de dorpen achter te blijven in afwachting van de volgende afslag. Voor verblijf waren ze vaak aangewezen op de herberg. Dat het verblijven van viskopers daar te langdurig kon zijn blijkt uit een artikel in een plaatselijke verordening dat aangeeft dat het viskopers niet was toegestaan in de herberg achter te blijven wanneer de visafslag op het strand was aangevangen. Hun knechts of hulpjes brachten tussentijds de gekochte vis naar de locaties vanwaar hun bazen, de viskopers, afkomstig waren.

## De Maassteden en de beugvisserij

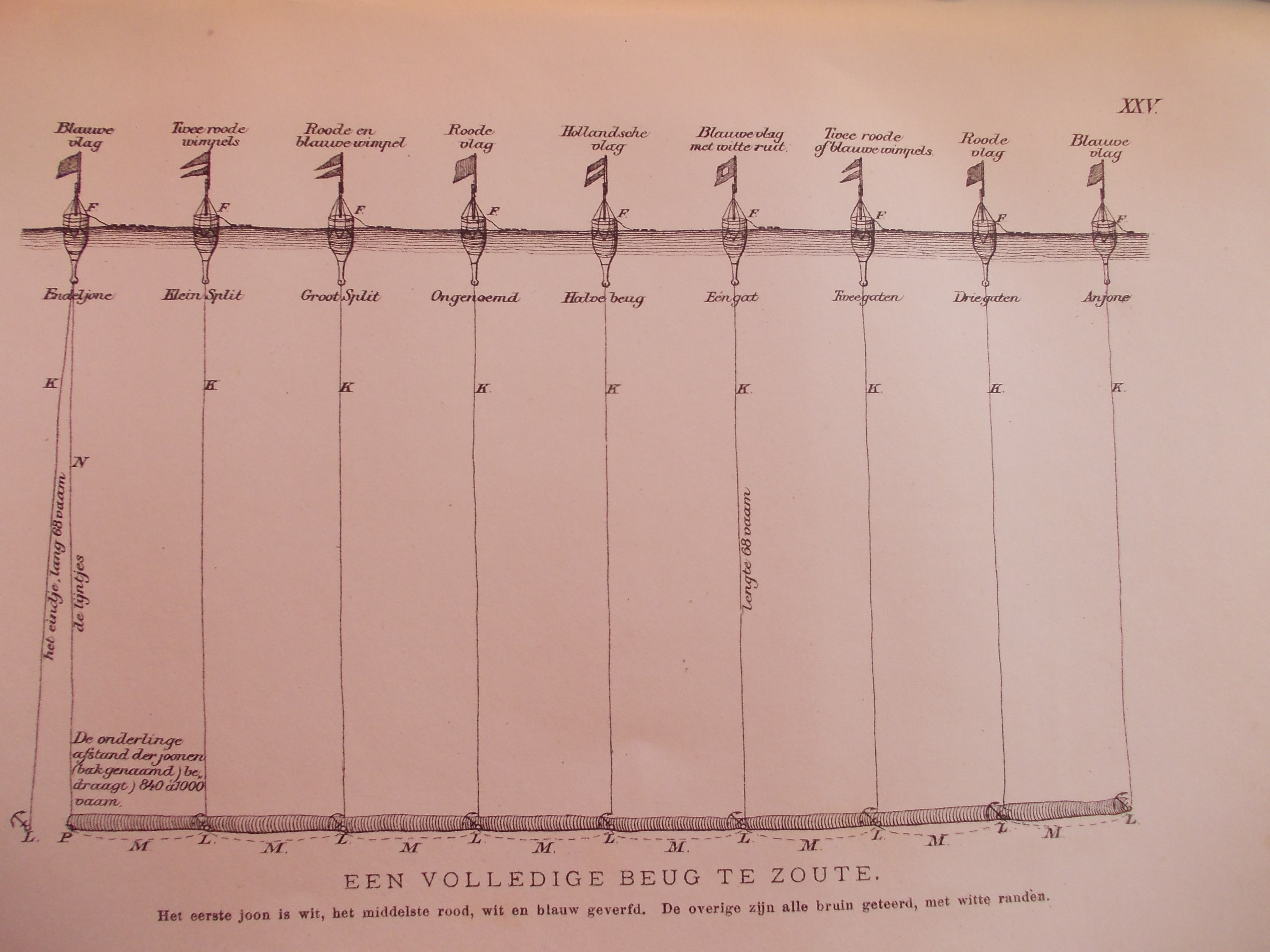
Vistuig voor de beugvisserij

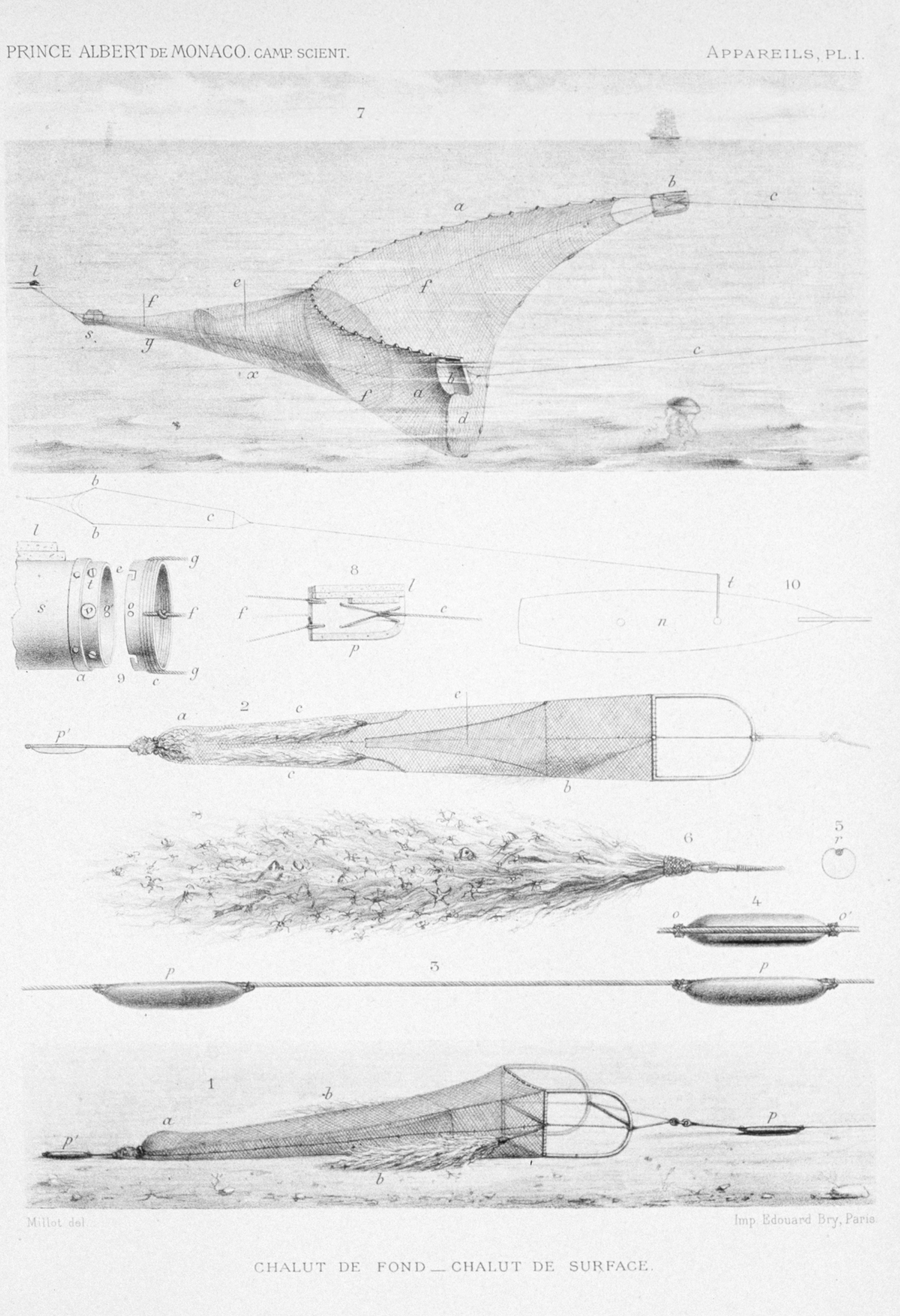
Zwevende trawls en bodemtrawls

Belangrijke vissersplaatsen van de Maas voor wat betreft de beugvisserij zijn, naast Rotterdam, Vlaardingen en Maassluis, ook de plaatsen Pernis en Middelharnis. De eerstgenoemde vissersplaatsen hielden zich bezig met tweeërlei vormen van visserij. De haringvisserij stond naast de zogeheten beugvisserij. De beugvisserij viel onder de hoekwantvisserij. Een andere daartoe behorende visserij was de kolvisserij en de traapvisserij waarbij elk bemanningslid vanuit zijn hand een lijn met een geaasde haak in het zeewater neer liet. De beugvisserij was vermoedelijk een verbeterde uitvoering daarvan. Niet elk vissersvaartuig was voor de kol- of beugvisserij geschikt. Een opmerkelijke bijkomstigheid is dat de toenmalige kolvissers een zestal haringnetten meevoerden. De 's nachts gevangen haringen werden gebruikt als aas voor het koltuig.
De samenstelling van het vistuig van een beugschip was naar huidige maatstaven een zeer gecompliceerd geheel. Nog los daarvan viel de beugvisserij ook nog eens uiteen in een beugvaart 'te verse' en een beugvaart 'te zoute'. In het eerste geval waren aan boord van het schip zogeheten bunnen aangebracht, bakken met vers zeewater waarin de vis levend kon worden bewaard en aangevoerd. In het andere geval werd de gevangen vis aan boord bewerkt, gezouten en in tonnen opgeslagen. De periode van de beugvisserij gold in feite als een aansluiting op het tijdstip waarop de haringvisserij voor een bepaald jaar werd afgesloten; men noemde daarom de beugvisserij ook wel een wintervisserij. Het ging evenals bij de visserij met de vleet om een passieve vorm van visserij. Zoals de buizen hun netten in zee neer lieten en dan een periode van afwachting in acht namen, zo gold voor het vissen met de beug een wachttijd gedurende de avond en een deel van de nacht. 's Morgens om 3 uur werd de beug visklaar gemaakt, ongeveer om 7 uur werd ze in zee gezet en rond 5 uur in de namiddag vervolgens ingehaald.
Het kwam erop neer dat een lange lijn werd uitgezet waaraan op een gecompliceerde wijze zijlijnen en geaasde haken waren aangebracht. Was het gehele vistuig – tot ongeveer 12.000 meter lang – uitgezet, dan volgde een tijdspanne van wachten en slapen. De bewuste vorm van visserij richtte zich voornamelijk op de vangst van kabeljauw en schelvis. Ook vanuit Enkhuizen werd met het hoekwant op de Noordzee gevist: in het voorjaar naar schelvis, kabeljauw en wijting, terwijl in de midzomer de kor over boord ging om schol, schar en tong te vangen.
Ary Hoogendijk beschrijft in zijn naslagwerk over de Noordzeevisserij zowel de door zijn hoekers en sloepen toegepaste beugvisserij als de door zijn buizen uitgeoefende haringvisserij in de Noordzee. Een naslagwerk van A. Beaujon, een goede vriend van Hoogendijk, leert dat de schepen van bepaalde Maassteden voor de uitoefening van de eerdergenoemde beugvisserij zich destijds óók buiten de Noordzee – namelijk in de wateren rond IJsland – begaven. Deze vorm van vissen is intussen reeds lang achterhaald.

## Haring is haring, waarom?

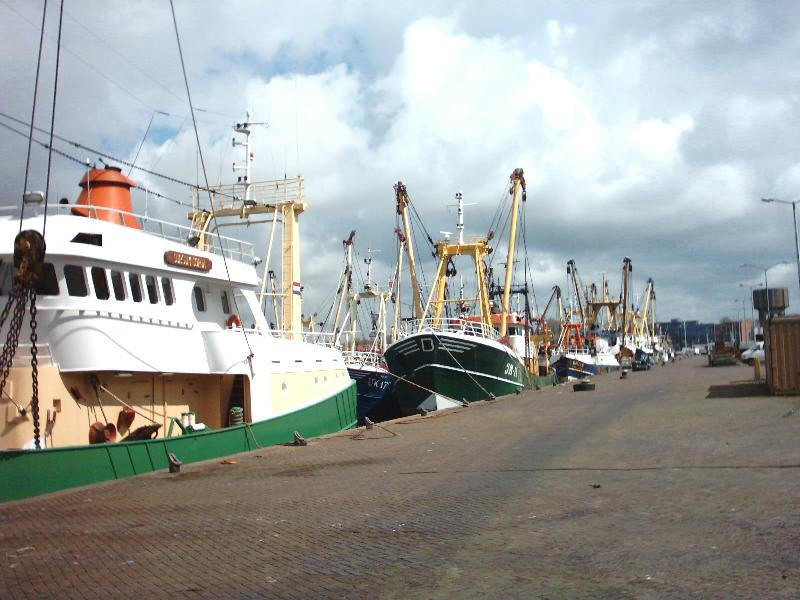
Boomkorkotters aan de kade in IJmuiden

Door de verbinding van Amsterdam met de Noordzee in 1876 ontstond aan de mond van het Noordzeekanaal de vissersplaats IJmuiden, dit in samenhang mét, en als gevolg ván een daar ontwikkelde haven. Daaropvolgend verschenen er op den duur nog enkele. En waar Scheveningen en – zij het in wat mindere mate – Vlaardingen en Maassluis eertijds specifiek de aanvoerhavens waren van haring, excelleerde en excelleert IJmuiden met zijn haven(s) nog steeds in de aanvoer van vis. Maar géén haring, want haring is haring en vis is al het andere. Dit gezegde is eeuwenlang een vaak niet geheel begrepen slogan geweest. Het ging en gaat niet om een woordspeling of om een biologisch standpunt. Het gezegde kent een wezenlijke achtergrond. Het betrof de handel; men kende heel concreet de eeuwen door een (groot)handel in vis naast een (groot)handel in haring. Ergo: de ene handelaar was niet de ander. Dit wezenlijke onderscheid was gebaseerd op feiten:
- het type schip dat visserij uitoefende: die op haring of die op enig andere vissoort
- de wijze waarop het vaartuig viste: namelijk actief (varend) of passief (stilliggend)
- de soorten netten: sleepnetten of rechtstandig in zee hangend want, de vleet
- de vangst: vis werd aan boord onbewerkt opgeslagen; haring werd eerst aan boord geconserveerd door kaken, pekelen en pakken in tonnen
- de aanvoer aan de wal: vis, veilen waarna verkopen; haring, veilen waarna hernieuwde conservering door nieuwe pekel en opnieuw pakken in nieuwe tonnen waarna verkopen
- de soort handelaar: van vis, uitsluitend gericht op kopers van allerhande vis; van haring uitsluitend gericht op kopers van haring
- de consument: vis wordt gekookt of gebakken; haring, puur, door zouting geconserveerd, wordt door verkoper of koper zélf ontdaan van kop, schubben en resterende ingewanden en vervolgens geconsumeerd. Daarnaast werd en wordt haring tot bokking verwerkt door hem te roken en, zij het in mindere mate, ook wel gebakken. Maar de haring van de plank is het meest gangbare proces.

IJmuiden kreeg die havens onder meer doordat steeds meer Noordzeevissers in allerlei gevallen IJmuiden als ligplaats, maar ook als losplaats, trachtten te kiezen. Hierdoor stagneerde regelmatig de grote (scheep)vaart van en naar Amsterdam. Het leidde voorts in 1896 tot de aanleg van een specifieke vissershaven en een visafslag.

## IJmuiden en de sleepnetvisserij
Vanuit IJmuiden zelf ontstond geleidelijk aan een vissersvloot, bestaande uit trawlers, vissersschepen die zich toelegden op de sleepnetvisserij met een trawl. De schepen werden voortgestuwd door stoomkracht. Sleepnetvisserij is een actieve vorm van zeevisserij. Het varende schip trekt een net – tegenwoordig in velerlei vormen, afmetingen en toepassingen – achter zich aan door de zee. Deze toepassing van visserij, eertijds in eenvoudige opzet beoefend door de kustvissers van de Zijde, de Zuid-Hollandse en Zeeuwse eilanden, wordt tegenwoordig uitgeoefend door zeer grote schepen waarvan de actieradius is verlegd naar ver buiten de Noordzee en dit tot aan/in mondiale wateren. De visserij met het sleepnet was reeds van oudsher een factor van belang waar het de Noordzeevisserij betrof.
Aan de Noordzeevisserij zijn wetenschappelijke publicaties, zowel economisch als sociaal gericht, gewijd. Het bij noot 21 genoemde proefschrift van Schouten riep vanwege zijn signalering van misstanden waar het de vissers betrof de gram en de kritiek op van A.G.U Hildebrandt, zelf een deskundige op het gebied der visserij. Hieraan dient te worden toegevoegd dat misstanden bij het onderbrengen van en voeding verstrekken aan de Noordzeevissers niet alleen de trawlervloot maar de gehele Noordzeevissersvloot aanging. Tegenwoordig wordt de sleepnetvisserij in uitgebreide vorm uitgeoefend door kotters. In sommige gevallen werden ook loggers, toch specifieke haringvissers, voor enige tijd uitgerust voor de trawlvisserij.

## Scheveningse ontwikkeling
Scheveningen, een vissersplaats die evenals andere Noordzeedorpen bij gebrek aan een haven slechts plaats kon bieden aan hun (bom)schuiten die afvoeren vanaf – en aanlandden op het strand, voegde zich in het midden van de 19e eeuw bij de haringsteden. Aan de vissers van de schuiten was bij een visserijwet van 1857 toestemming verleend, eveneens voluit op haring te vissen. Eerder deden hun vissers met de schuiten dit al vanaf september maar dan betrof dit slechts een visserij onder de Hollandse kust op haring die vers werd aangevoerd en waarvan bokking werd gerookt. Helaas echter: nu zij de haring gekaakt mochten aanvoeren, bleken hun schuiten in het geheel niet bruikbaar voor een dergelijke vorm van visserij. Een vooruitstrevende Scheveningse reder, Adrien Eugène Maas verraste evenwel de wereld van de haringvisserij met de introductie van een nieuw type schip, expliciet gebouwd voor de haringvisserij en genaamd logger. Dit type schip, specifiek in gebruik voor een zeevisserij met een vleet zoals die bij de buizen en de sloepen van de haringsteden in zwang was, verving geleidelijk aan de vloot van Scheveningse schuiten. Bij de andere kustdorpen verliep de teruggang van de oorspronkelijke strandschepen minder snel. Maar op den duur betekende dit de ondergang voor de plaatselijke werfjes die tot dan toe de schuiten hadden gebouwd.
Dit alles kreeg eens temeer zijn plaats toen Scheveningen in 1904 de beschikking kreeg over een eigen zeehaven. Daarin konden de Scheveningse haringloggers aanmeren, laden en lossen. Kortom, door de haven en het type vissersschip dat door reder Maas was geïntroduceerd, kon Scheveningen de concurrentie aan met de Maassteden. Scheveningen was op het gebied van Noordzeeharing uiteindelijk niet meer te verslaan. Door het succes van de haringvisserij en handel werd Scheveningen medio de 20e eeuw een belangrijke aanvoerhaven en exporteur van haring.

## Polen treedt aan
In de jaren dertig van de 20e eeuw verschenen plotseling – schijnbare – Poolse vissers in de Noordzee. Na de Eerste Wereldoorlog in 1918 had Polen zijn zelfstandigheid herkregen. Daarna, bij een der toenmalige mondiale gebiedsverdelingen, kreeg Polen ten koste van Duitsland een aansluiting op de Oostzee. De Poolse overheid wenste op grond daarvan een eigen vloot waaronder een vissersvloot. Nu was haring bij de Polen min of meer het volksvoedsel nummer één. Dit gedachtig trad de Poolse overheid in die jaren in onderhandeling met een Nederlandse – lees Scheveningse – rederij. Na lange maar vruchtbare besprekingen verkocht de Scheveningse rederij A. van der Toorn Jzn. 15 loggers aan Polen, bedoeld voor hun toekomstige aandeel in de haringvisserij met de vleet op de Noordzee. Deze loggervloot van de intussen opgerichte rederij-onderneming MEWA ging varen onder de lettercode GDY van de Poolse havenstad Gdynia. De registratienummers van de loggers bleven gelijk. Polen beschikte nu dus over een 'eigen' haringvloot. De bemanningsleden waren goeddeels Nederlanders waaraan als leerlingen jonge Polen werden toegevoegd. De aanval van nazi-Duitsland in 1939 op Polen maakte een eind aan de opgestarte onderneming.
De logger was feitelijk geheel ontwikkeld als een vissersschip dat zich richtte op de – passieve – vleetvisserij. Het schip was dan ook een groot deel van het jaar bezig met het beoefenen van de haringvisserij, die echter vanaf december stilviel. Tot omstreeks mei van het volgende jaar lagen dergelijke schepen renteloos aan de kade. Men besloot een aantal ervan uit te rusten voor de visserij met de trawl.

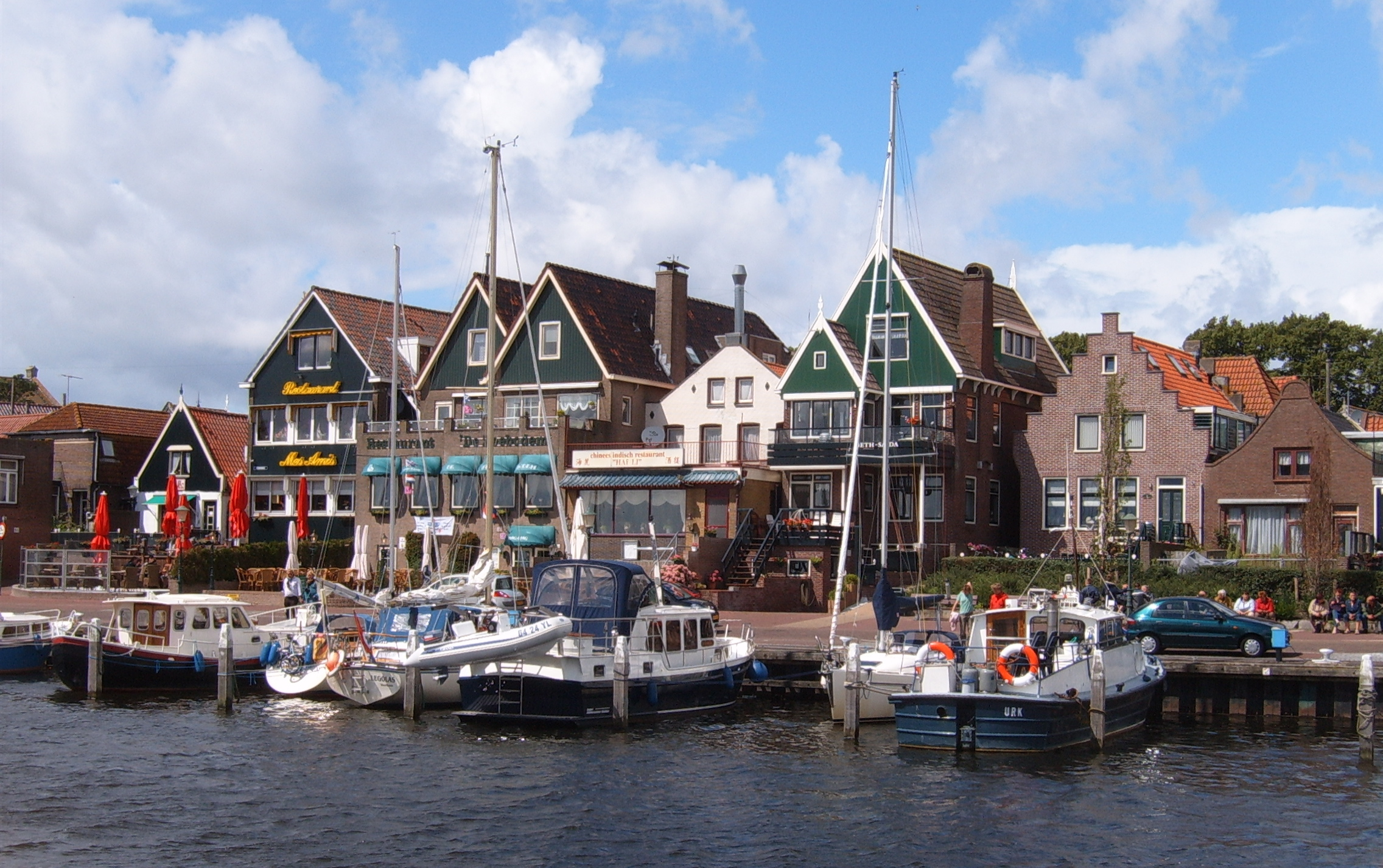
Haven van Urk

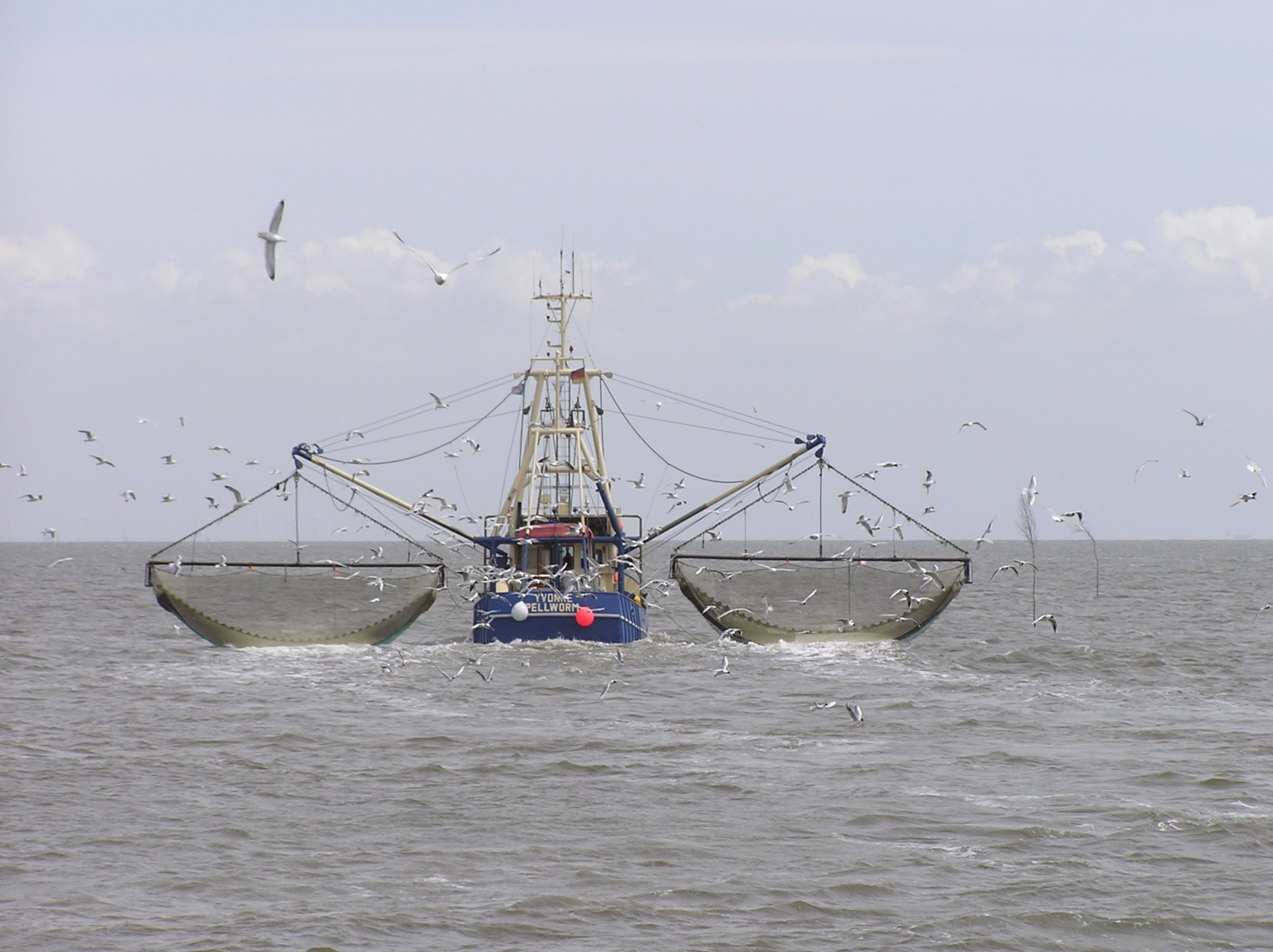
Kotter met aan bakboord en stuurboord een sleepnet

Alhoewel niet winstgevend, kende het uitreden ervan twee punten van belang. Het schip bracht – zij het dan slechts ten dele – geld op en, heel belangrijk, de rederij kon op deze wijze haar schippers en stuurlui vasthouden in plaats van deze bij bouweteelt los te laten. Vóór de aanvang van de haringvisserij hoefde een reder in zo'n geval niet opnieuw de twee – voor hem belangrijke – werknemers te zoeken. Tot slot verliep de visserij met staande netten voor de haringvangst geheel in het derde kwartier van de 20e eeuw.

## Urk, de kotters en de Noordzee
Anno 2015 is de vloot van kotters de grootste binnen de Nederlandse Noordzeevisserij. Deze bestaat uit zo'n 280 vissersvaartuigen, exclusief zo'n 60 garnalenkotters. Een aanzienlijk deel van de kotters is afkomstig uit Urk dat, na de afsluiting van de Zuiderzee, zijn vissers naar de Noordzee zag trekken. In 2005 waren er omstreeks 120 kotters die de zeevisserij met het sleepnet uitoefenden. De kotters mogen de gehele Noordzee bevissen met uitzondering van de kustwateren binnen de 12-mijlszone en het scholbox gebied. De lengte van de vaartuigen, het motorvermogen en de vangstmethoden variëren ook binnen deze groep van kotters. Het reikt te ver, binnen de kottervloot verschillende sectoren te onderscheiden. De Nederlandse kottervloot heeft zich gespecialiseerd in de vangst van platvis, zoals tong en schol. De belangrijkste vangstmethode is de boomkorvisserij. In totaal zijn ongeveer 110 boomkorkotters, groter dan 24 meter, volledig afhankelijk van de schol- en de tongvisserij.

## Soms kwetsbare bedrijfstak

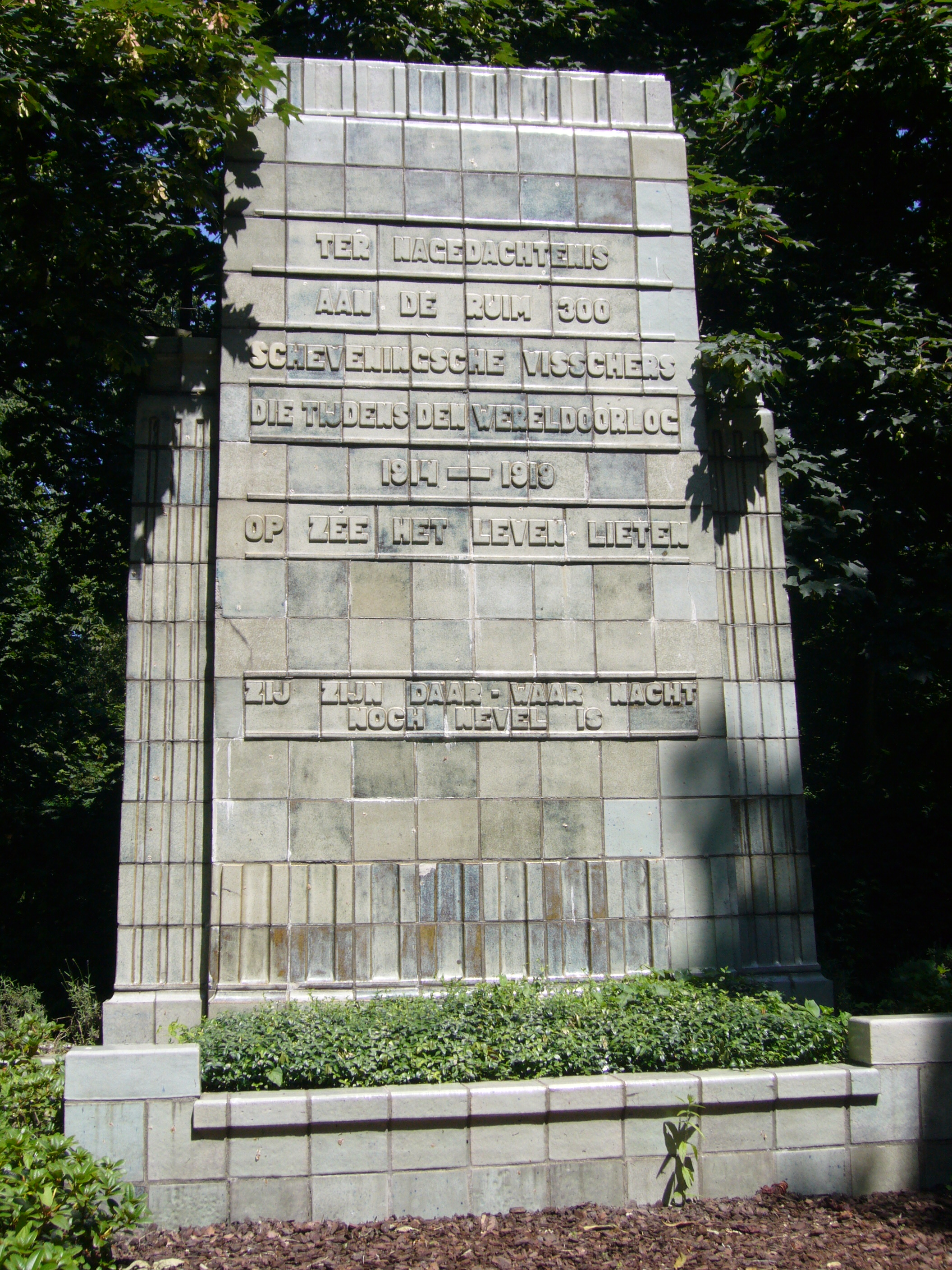
Monument voor omstreeks 300 gebleven Scheveningse vissers

De kwetsbaarheid van visserijbeoefening op de Noordzee werd duidelijk zichtbaar in de 20e eeuw met zijn twee wereldoorlogen. Alhoewel Nederland zich in de Eerste Wereldoorlog neutraal opstelde, werd het met zijn vissersvloot een speelbal van de strijdende partijen. De vis bracht enorm hoge prijzen op. Hoewel de dreiging van zeemijnen en door oorlogsschepen afgevuurde torpedo's duidelijk aanwezig was, lieten reders toch hun schepen uitvaren met het gevolg dat veel schepen compleet met bemanning vergingen. In de oorlogsjaren werd voorts alles wat maar varen kon – zeewaardig of niet – door particulieren aangewend om door middel van zeevisserij onder de Noordzeekust winsten te genereren. Waar het doden en verdronkenen betrof ging het alleen al in Scheveningen om meer dan 300 vissers.
Hoewel de Eerste Wereldoorlog in 1918 was afgelopen, bleef er het gevaar van losgeslagen zeemijnen die regelmatig leidden tot doden en/of vermisten. Omdat Nederland zich in de Tweede Wereldoorlog tegen Duitsland had gekeerd, voelde de bezetter zich vrij claims te leggen op de Nederlandse vissersvloot. De Nederlandse reders zagen stukje bij beetje hun vissersvloten slinken door vordering ervan door de Duitse Kriegsmarine. Nederlandse vissersschepen die tijdens de Duitse aanval op Nederland in 1940 buitengaats waren gebleven, weken uit naar Engeland. De door de Duitsers opgeëiste vissersschepen werden ingezet als patrouilleschepen of als vrachtvaarders in de Scandinavische wateren.
Een aantal niet opgeëiste vissersschepen mocht vanuit IJmuiden de dagvisserij uitoefenen. De vis ging grotendeels naar Duitsland en het Duitse leger. Evenals tijdens de Eerste Wereldoorlog ontstond ook nu weer een vlootje van quasikustvissers die, met alles wat varen kon, vangsten aanvoerden die woekerwinsten opleverden. De inlichtingendiensten stuurden ook vissersschepen naar zee die weliswaar ter visserij trokken, maar die wél door de Duitsers opgeleide – en niet op de scheepsrol voorkomende – marconisten of Vertrauensmänner meevoerden. Het ging om zogenaamde spionageloggers. Deze seinden vanuit zee bepaalde, voor de Duitsers relevante, informaties en waarnemingen door. De geallieerden echter, die deze schepen hadden leren herkennen, maakten daarmee korte metten. Dit leidde in maart 1945 tot een tragische ontwikkeling.
Drie vissersschepen die na het verbod om vanuit IJmuiden uit varen in Delfzijl waren gestationeerd, maakten vanuit deze thuisbasis wekelijkse visreizen. Terwijl twee van de drie op een zeker moment uitvoeren om te vissen, moest het derde bij gebrek aan brandstof bunkeren in Emden. Dit werd zijn redding. De andere twee verdwenen uit het beeld; van schepen noch opvarenden is ooit nog iets vernomen. Een schriftelijk rouwbeklag van de reder Simon Vrolijk kwam hoogst tendentieus over. Hij wist als geen ander dat aan boord van de drie schepen een Vertrauensmann als voornoemd meevoer. Het is nauwelijks te betwijfelen dat de twee schepen door Engelse vliegers zijn aangevallen en tot zinken gebracht. Zeker zestien tot achttien vissers verdronken. Aan boord van het schip met het brandstofgebrek was naast de bemanning ook de collaborerende marconist en Vertrauensmann Pieter Grootveld Jr. aan boord. Hij overleefde samen met de anderen de oorlogstijd.

## Na de Tweede Wereldoorlog

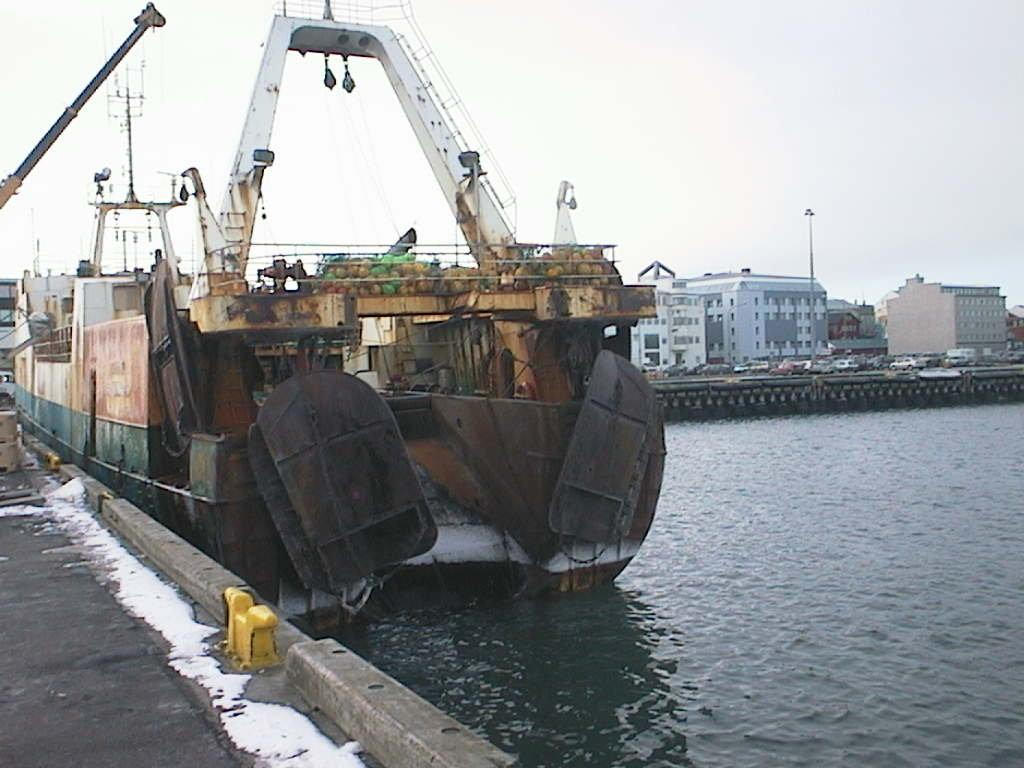
Een slipwaytrawler van de achterzijde

Het begon voor de reders na de Tweede Wereldoorlog met het terughalen van hun schepen die her en der verspreid in Europa aan een kade lagen, soms nauwelijks meer als vissersschip herkenbaar. Tegelijkertijd werd duidelijk dat de teruggekeerde vissersvloot hopeloos verouderd was, want goeddeels gebouwd in de jaren twintig van de 20e eeuw. Met name het te bieden comfort aan de bemanning tijdens haar verblijf op zee tartte alles wat hardwerkende mannen daarvan mochten verwachten. Na 1945 deden de rederijen er alles aan om de vloot weer op de rails te zetten. Er was immers volop haring in de Noordzee. De vleetvisserij voldeed nog steeds. Totdat de trawl om de hoek kwam kijken bij het vangen van haring. Duitse rederijen hadden er al ervaring mee opgedaan. Eind jaren vijftig kwamen de eerste zijtrawlers in de vaart. In de jaren zestig gevolg door de eerste generatie hektrawlers. De schaalvergroting en de toegenomen visserijdruk deed de haringstand geen goed.
In de jaren zeventig leidde dat tot een crisis. Het bestand was behoorlijk geslonken en een verbod op het vangen van haring was het gevolg. Een quotasysteem moest ervoor zorgen dat er niet veel aan het bestand werd onttrokken. Toen de Nederlandse vloot geen haring mocht vangen, zochten de rederijen annex haringhandelaren een alternatief. De Denen mochten in een beperkt gebied wel haring vangen en uiteindelijk voldeed deze haring aan de criteria van vetgehalte, grootte en smaak. Hierdoor konden Nederlandse bedrijven de haringhandel voortzetten. Vissers uit Denemarken, Zweden en later Noorwegen waren degenen die de 'Hollandse Nieuwe' aan Nederland gingen leveren. Tot 2013 was er nog sprake van een marginale aanvoer van door twee Nederlandse spantrawlers gevangen en aan boord verwerkte Hollandse Nieuwe. Inmiddels behoort ook dit tot het verleden. Trawlers van rederij Jaczon en W. van der Zwan & Zonen willen in de zomer nog weleens een trekje op maatjesharing doen. Maar die ondergaat dan geen traditionele verwerking. Deze partijen komen diepgevroren aan wal.
Meer dan de helft van de haring die aan wal tot maatjesharing verwerkt wordt, komt uit Noorwegen. Daarna volgt Denemarken (met Skagen en Hirtshals als aanvoerhavens). Het zijn vooral Noorse purse seiners en vaartuigen uit Zweden en Denemarken die de haringaanvoer verzorgen. Nederlandse vriestrawlers (in 2016 nog maar een zevental vaartuigen) vissen op haring, makreel, horsmakreel, blauwe wijting, smelt en sardien. De Noordzee en de wateren rondom de Britse eilanden alsook het gebied rondom het eiland Jan Mayen zijn de belangrijkste vangstlocaties. Alle vis (pelagische vis) wordt na sortering direct ingevroren en in kartonnen dozen verpakt om kwaliteitsverlies tegen te gaan. Bijna 95 procent van de vangsten is bestemd voor landen als Egypte, Nigeria, Ghana, Ivoorkust en Kameroen. Landen waar bewoners rond moeten komen met minder dan 1 dollar per dag. De vier Nederlandse rederijen zien kans om dagelijks miljoenen vismaaltijden te vermarkten in Derde Wereldlanden zonder dat de bestanden daar onder lijden. De totale vloot onttrekt nog geen 10 procent van wat er daadwerkelijk aan haring en makreel rondzwemt. In 2015 schatten Europese biologen de omvang van de haringstand op twee miljoen ton en die van makreel op liefst vijf miljoen ton.

## Garnalen en zeegeesten
Bepaalde vormen van bevissing zijn niet als zodanig verloren gegaan. Wel is de wijze van toepassing in haar geheel veranderd. Zo betreft dit de visserij op garnalen; deze is reeds eeuwenoud. Ze werd al in Adriaen Coenens tijd uitgeoefend, zij dit op een wijze van die tijd. Ook dit staat in zijn Visboeck opgetekend. Bij de door Coenen beschreven uitvoering van de garnalenvisserij werd door de vissers een sleepnetje voortgetrokken. Ook werd wel een groot schepnet gebruikt.
Tegenwoordig wordt de bevissing uitgeoefend vanaf kotters die speciaal voor deze visserij zijn ontworpen. De visserij op met name de Noordzeegarnaal is nog steeds intact en vindt plaats onder de Noordzeekust. De Noordzeegarnaal is zowel in Nederland als in België de bekendste garnalensoort. De vangsten worden reeds aan boord gekookt en vervolgens gekoeld opgeslagen.
Coenen refereert in zijn Visboeck aan garnalenvissers uit zijn tijd. Al dan niet beangstigd door de zee móésten zij al wadend, met hun sleepnetjes of met hun schepnetten omwille van hun vangsten, het water in. Daarbij werden die vissers, naar Coenens vermelding, soms in hun bezigheden opgeschrikt door een nicker, naar verderop blijkt een niet boosaardige zeegeest. Maar, al dan niet boosaardig, op diens schaterlach over het water namen de vissers, geheel in paniek, de benen naar hun hutjes, hun visgerei en hun vangsten onbeheerd achterlatend. De ochtend erna was echter verrassend. Want daar stonden vóór hun stulpjes, dankzij de kennelijk toch goedaardige zeegeest, hun visspulletjes en hun emmertjes gevuld met de vangsten aan garnalen van de vorige dag.